# Groupe de NGC 4565
Le groupe de NGC 4565 est un trio de galaxies situé dans la constellation de la Chevelure de Bérénice. Selon les mesures non basées sur le décalage, la distance moyenne entre ce groupe et la Voie lactée est d'environ 18,3 Mpc (∼59,7 millions d'al). La valeur moyenne des distances de Hubble est d'environ 12,3 Mpc (∼40,1 millions d'al) et elles sont toutes inférieures aux valeurs des distances non basées sur le décalage. Plus d'une trentaine de mesures non basées sur le décalage ont été effectuées pour les galaxies NGC 4494 et NGC 4565 et huit mesures pour NGC 4562. Les mesures non basées sur le décalage sont peut-être plus près de la réalité, car ces galaxies sont relativement rapprochées de la Voie lacté, ce qui rend la loi de Hubble-Lemaître moins fiable.

## Membres
Le tableau ci-dessous liste les trois galaxies du groupe indiquées dans l'article de A.M. Garcia paru en 1993.
| Nom      | Class.   | Type                        | α (J2000.0)   | δ (J2000.0) | Vitesse radiale (km/s) | m    | Distance (Mpc) | Dimension (kal) | D (Mpc)    |
| -------- | -------- | --------------------------- | ------------- | ----------- | ---------------------- | ---- | -------------- | --------------- | ---------- |
| NGC 4494 | E1-2     | Elliptique                  | 12h 31m 24.1s | 25° 46′ 31″ | 1342 ± 5               | 9,8  | 18,7 ± 1,4     | 61              | 13,6 ± 3,1 |
| NGC 4562 | SB(s)dm? | Spirale barrée magellanique | 12h 35m 34.8s | 25° 51′ 00″ | 1353 ± 3               | 13,4 | 18,9 ± 1,3     | 26 à 43         | 11,4 ± 1,8 |
| NGC 4565 | SA(s)b?  | Spirale                     | 12h 36m 20.8s | 25° 59′ 16″ | 1230 ± 5               | 9,6  | 17,2 ± 1,2     | 173 à 254       | 11,7 ± 4,1 |

Le site DeepskyLog permet de trouver aisément les constellations des galaxies mentionnées dans ce tableau ou si elles ne s'y trouvent pas, l'outil du site constellation permet de le faire à l'aide des coordonnées de la galaxie. Sauf indication contraire, les données proviennent du site NASA/IPAC. 